# Kanton Escurolles
Kanton Escurolles (fr. Canton d'Escurolles) je francouzský kanton v departementu Allier v regionu Auvergne. Tvoří ho 13 obcí.

## Obce kantonu
- Bellerive-sur-Allier
- Broût-Vernet
- Brugheas
- Charmeil
- Cognat-Lyonne
- Escurolles
- Espinasse-Vozelle
- Hauterive
- Saint-Didier-la-Forêt
- Saint-Pont
- Saint-Rémy-en-Rollat
- Serbannes
- Vendat